# Henrique Rupp Júnior
Henrique Rupp Júnior (Joinville, 27 de março de 1880 – Florianópolis, 21 de junho de 1959) foi um advogado, jornalista, empresário e político brasileiro.

## Vida
Filho de Henrique Rupp e de Ema Rupp, ambos naturais da Alemanha. Seu pai foi um importante líder político na Cidade de Campos Novos, tendo sido grande proprietário rural e participante ativo no conflito que culminou na Guerra do Contestado, foi também Vereador e Prefeito desta mesma cidade por duas vezes (1893 a 1898 e de 1911 a 1913) além de Deputado Estadual na 1ª legislatura (1896 — 1897),  3ª legislatura (1898 — 1900) e 5ª legislatura (1904 — 1906).
Henrique Rupp Júnior faz parte de uma tradicional família de políticos, sendo genro de Oswaldo Bulção Vianna, Deputado Estadual em Santa Catarina 1ª legislatura (1947 — 1951) e 2ª legislatura (1951 — 1955), avô materno de Antônio Henrique Bulcão Viana, Deputado Estadual em Santa Catarina na 8ª legislatura (1975 — 1979), 9ª legislatura (1979 — 1983) e 10ª legislatura (1983 — 1987) e Prefeito de Florianópolis de 1990 a 1993, tio do Deputado Federal por Santa Catarina Waldemar Rupp (39º e 40º legislaturas).
Realizou os estudos iniciais no Ginásio Catarinense, em Florianópolis (SC) e fez o Curso de Humanidades no Ginásio Nossa Senhora da Conceição, em São Leopoldo (RS).
Bacharelou-se em Direito pela Faculdade de Direito de Porto Alegre e, em sua vida universitária, fundou o jornal “A Justiça”, órgão oficial da Federação dos Estudantes do Rio Grande do Sul. Formou-se em 1907, numa turma que ficou conhecida como a “geração de 1907”, cujos membros tiveram grade destaque nas suas áreas profissionais, dentre os quais estava Getúlio Vargas.
De volta ao estado natal, fundou o jornal A Vanguarda. Trabalhou como redator no jornal “O Dia” no período de 1908 a 1910. Em maio de 1915 fundou em Florianópolis o jornal “O Estado”, jornal de maior circulação à época, que dirigiria até 1917. Este mesmo jornal permaneceu sendo um dos principais meios de comunicação do estado de Santa Catarina até o ano de 2009.
Henrique Rupp Júnior foi deputado à Assembléia Legislativa de Santa Catarina na 6ª legislatura (1907 – 1909), na 10ª legislatura (1919 – 1921) e na 11ª (1922 - 1924). Foi o 30º e o 33º Prefeito da Cidade de Florianópolis e Deputado Federal entre 1935 e 1937 quando se instaurou o Estado Novo e foram suprimidos os órgãos legislativos do país.
Em 03/05/1920 funda em conjunto com o seu irmão José Rupp a Empresa Construtora e Colonizadora Oeste Catarinense, recebendo do Estado de Santa Catarina diversas glebas de terra para exploração e colonização, totalizando mais de 2,7 bilhões de metros quadrados, localizadas entre os Rios Chapecó, Antas e Uruguai, área equivalente a 11 091 colônias de 25 hectares, tamanho médio dos lotes coloniais vendidos aos agricultores. Tais concessões de terras deveram-se a um contrato firmado com o Governo Estadual que garantia à empresa uma contrapartida de 10 000m2 de terra para cada metro linear de estrada que a empresa construiu, ligando Erval Velho à Campos Novos, com 80,8 quilômetros de extensão.
Foi um ativo participante da Revolução de 1930 em seu estado, sendo um dos organizadores da Aliança Liberal em Santa Catarina e presidente da Legião Republicana Catarinense, que tinha como meta integrar-se numa futura legião nacional e difundir os princípios da revolução vitoriosa que culminou com a ascensão de Getúlio Vargas como chefe do “Governo Provisório” em 03/11/1930. No pleito de 1930, Rupp Junior foi candidato à Senador Federal pelo Partido Republicano Catarinense.
Para concorrer às eleições para a Assembléia Nacional Constituinte, realizadas em maio de 1933, a Legião Republicana uniu-se ao Partido Republicano Catarinense, formando a Coligação Republicana por Santa Catarina, em cuja legenda elegeu-se Adolfo Konder, ficando Rupp Júnior com a primeira suplência. Depois desse período Rupp Júnior aderiu ao Partido Republicano, do qual se tornou membro de destaque.
Em 1934, o PR congregou antigos políticos catarinenses, formando a legenda Reação Republicana — que Rupp Júnior liderou ao lado de Adolfo Konder e do interventor no estado (Governador) Aristiliano Ramos — para concorrer às eleições de outubro. Nesse pleito, Rupp Júnior elegeu-se deputado federal por Santa Catarina, assumindo o mandato em maio de 1935 e exercendo-o até novembro de 1937, quando o Estado Novo fechou o congresso nacional.
Com a desagregação do Estado Novo, ao qual fez oposição, e a redemocratização do país, participou em abril de 1945 — juntamente com Adolfo Konder, Aristiliano Ramos e outros — da fundação da União Democrática Nacional (UDN). Concorreu no pleito suplementar de janeiro de 1947 a deputado federal na legenda da UDN, mas obteve a primeira suplência, não chegando a exercer o mandato.
Enquanto Prefeito de Florianópolis, foi responsável por definir o local onde seria erguida a ponte pênsil “Hercílio Luz”, viabilizando a transferência cemitério municipal do local onde é a cabeceira da ponte para Itacorubi, criando o Cemitério São Francisco de Assis. Para isso, foi necessário negociar a desapropriação com o proprietário do terreno, Sr. Antônio Amaro da Costa, empresário que possuía um estaleiro, barcos e a padaria Catharinense.
O Sr. Costa aceitou se desfazer do terreno em troca de 6.511.465 metros quadrados de terra à beira-mar no norte da ilha, onde atualmente localiza-se toda a praia e o bairro de Jurerê.
24 anos após a desapropriação, Rupp e o seu genro Oswaldo Bulcão Viana prestaram serviços jurídicos a viúva de Amaro da Costa, Maria Ferreira e receberam a título de honorários as terras, cuja titularidade foi transferira para Rupp e Bulcão Vianna em 12 de outubro de 1951, tendo sido vendida posteriormente à Anito Zeno Petry.
Foi juntamente com José Artur Boiteux, Henrique Fontes, Gil Costa e Nereu Ramos um dos fundadores da Faculdade de Direito de Santa Catarina, que nos seus primeiros anos de atividade funcionou no 2º andar do prédio onde mantinha o seu escritório particular, na Rua Felipe Schmidt, nº 2, esquina com a Praça 15 de Novembro em Florianópolis, além de ter sido seu diretor e professor catedrático de Direito Comercial, Direito Marítimo e Falências.
Advogado conceituado, trabalhou no início de sua carreira como promotor público no município de Curitibanos (SC). Foi ainda chefe de polícia, diretor da Sociedade Colonizadora Hanseática e fundador do jornal vespertino "A Pátria".
Faleceu em Florianópolis, em 21 de junho de 1959.

## Vida Pessoal
Era casado com Maria Assunção Rupp, com quem teve seis filhos: Aracy Rupp (Aracy Rupp Bulcão Viana), Eloá Rupp (Eloá Rupp Gonzaga), Maria Perpétua Rupp (Maria Rupp Negrão), Henrique Manoel Assumpção Rupp, Lauro Rupp e Abelardo Rupp.